# Jouac
Jouac är en kommun i departementet Haute-Vienne i regionen Nouvelle-Aquitaine i västra Frankrike. Kommunen ligger i kantonen Saint-Sulpice-les-Feuilles som tillhör arrondissementet Bellac. År 2022 hade Jouac 189 invånare.

## Befolkningsutveckling
Antalet invånare i kommunen Jouac
| Referens: INSEE |